# برايان مايس
برايان مايس (بالإنجليزية: Brian Maes)‏ هو مغني أمريكي، ولد في 8 أغسطس 1956.

## وصلات خارجية
- برايان مايس على موقع ميوزك برينز (الإنجليزية)
- برايان مايس على موقع ديسكوغز (الإنجليزية)